# Пакет обновления
Пакет обновления (англ. — service pack, сок. — SP) — включает в себя набор обновлений, исправлений или улучшений программного обеспечения, поставляемых в форме одного устанавливаемого пакета. Компании часто выпускают пакет обновления, когда количество отдельных исправлений для данной программы достигает определенного (произвольного) предела или когда выпуск программного обеспечения стабилизируется с ограниченным количеством оставшихся проблем на основе отзывов пользователей и отчетов об ошибках. В больших программных приложениях, таких как офисные пакеты, операционные системы, программное обеспечение баз данных или управление сетью, нередко выпускают пакет обновления в течение первого или двух лет после выпуска продукта. Установка пакета обновления проще и менее подвержена ошибкам, чем установка множества отдельных исправлений, тем более при обновлении нескольких компьютеров по сети, где пакеты обновления распространены.
Пакеты обновления обычно нумеруются, и кратко указываются как SP1, SP2, SP3 и т. д. Они также могут содержать, помимо исправлений ошибок,  совершенно новые функции, как в случае SP2 для Windows XP (например, "Центр обеспечения безопасности"). 

## Дополнительные и накопительные пакеты обновления
Пакеты обновления для Windows XP были накопительными. Это означает, что проблемы, исправленные в пакете обновления, также были в более поздних пакетах обновления. Например, Windows XP SP3 содержит все исправления, входящие в Windows XP Service Pack 2 (SP2). Пакет обновления 2 (SP2) Windows Vista был не кумулятивным, а постепенным, требовавшим предварительной установки пакета обновления 1 (SP1). 
Пакеты обновления для Office XP, Office 2003, Office 2007, Office 2010 и Office 2013 были накопительными.

## Изменения дополнительных программных компонентов после установки пакета обновления
Пакеты обновления приложений заменяют существующие файлы обновленными версиями, которые обычно исправляют ошибки или закрывают "дыры в безопасности". Если позднее в программное обеспечение будут добавлены дополнительные компоненты с использованием исходного носителя, существует риск случайного смешивания старых и обновленных компонентов. В зависимости от операционной системы и методов развертывания может потребоваться вручную переустановить пакет обновления после каждого такого изменения программного обеспечения. Это было, например, необходимо для пакетов обновления Windows NT; однако, начиная с Windows 2000, Microsoft перенаправила программы установки на использование обновленных файлов пакета обновления вместо файлов с исходного установочного носителя, чтобы предотвратить повторную установку вручную.